# 토르스테인 라우디
토르스테인 라우디 올라프손(고대 노르드어: Þorsteinn rauði Olafsson→올라프의 아들, 붉은 토르스테인)는 9세기 말 스코틀랜드 일대에서 활동한 바이킹 군벌이다. 850년경 더블린 국왕 올라프 힌 흐비티와 케틸 플라트네프의 딸 아우드 듀푸드가의 아들로 태어났다.
아버지 올라프가 싸우다 죽자 토르스테인과 모친과 함께 외조부 케틸이 지배하던 헤브리데스로 갔다. 성장한 토르스테인은 군벌이 되어 오크니 백작 시구르드 에위스테인손과 연합했다. 토르스테인과 시구르드는 스코틀랜드 북부를 열심히 분탕쳐서, 스코틀랜드 전역의 절반에 이르는 지역에서 공물을 상납받았다. 하지만 스코틀랜드의 게일인 군장들이 토르스테인을 죽일 음모를 꾸몄고 거기 걸려들어 죽었다. 어떻게 죽었는지 정확한 정황은 불명이지만 880년경 또는 890년경 죽었다고 한다. 토르스테인이 죽자 아우드는 오크니를 거쳐 아이슬란드까지 가서 황무지 개척에 참여했다.
토르스테인은 1남 6녀를 낳았고, 그 중 아들이 올라프 페일란이다. 올라프는 아이슬란드 식민개척에 참여해 고디가 되었다.